# Etter
Etter (fornsvenska: eter, fornöstnordiska: etr, fornvästnordiska: eitr) är ett annat namn för giftig vätska. Ordet används främst om animaliskt gift som utsöndras genom gaddar eller spottning, ibland även om gift från växter. I myter används det specifikt för ormars och drakars gift. Exempelvis sprutar draken i Beowulf något som beskrivs som eld men kallas ”etterskadan” (anglosaxiska: attorsceaðan). I nutida språkbruk är det ofta en synonym för ormgift men finns även i diverse andra sammansättningar, såsom ettermyra.

## Etymologi
Ordet etter hette eter i äldre fornsvenska, och i den än äldre fornnordiskan eitr. Det är ett gemensamt germanskt ord och besläktat med grekiskans oidos med betydelsen 'böld'.

## Användning

### Nordisk mytologi
I den nordiska mytologin förekommer etter flera gånger. I Sången om Vavtrudner (Vavtrudnersmål) beskrivs hur urjätten Ymer formas av etter som slår upp från Elivågor från Nifelhem. Denna vätska är också det gift som midgårdsormen (Jörmungand) producerar och som denne under Ragnarök förgiftar Tor med så att han avlider.

### Avledningar
Ett antal ord och begrepp har bildats utifrån ordet etter. Dessa inkluderar etterkolv, etterkoppa, ettermyra, etternässla, ormetter och draketter.
I överförd betydelse kan etter syfta på ett elakt eller "giftigt" uttalande (jämför även sidobetydelse av galla); någons tal kan "drypa av etter". En vidare betydelse har ordet ettrig, vilket främst syftar på en energisk person (med eller utan giftiga eller elaka personlighetsdrag).